# Георгиевское (Липецкая область)
Георгиевское — село Георгиевского сельсовета Становлянского района Липецкой области.

## География
Расположено западнее деревни Палёнка. Через село протекает речка, образующая в селе большой водоём и впадающая в реку Паленка.
Через село проходят просёлочные дороги, рядом имеются автомобильная и железная дороги. В селе имеется одна улица: Полевая.

## Население
| 2010 |
| ---- |
| 67   |